# Чехізм
Чехізми (богемізми, моравізми)  — різновид мовного запозичення: слово, його окреме значення, вислів тощо, які запозичено з чеської мови або перекладено з неї чи утворено за її зразком.
Всесвітньо відомими чехізмами є такі слова, як гаубиця, пістолет, робот.

## Чехізми в українській мові
Коли Моравська держава на початку 10 століття), а потім її наступник — Чеське королівство до кін. 10 століття) сягали західних околиць Руси-України, деякі чехізми переходили до української мови усно й прямо (наприклад, гъдовабль, годовапль 'шовк'). Коли в 10 столітті почала ширитися з Болгарії церковнослов'янська література, з нею приходили також деякі моравізми з часу моравської місії св. Кирила і Мефодія (рѣчь — предмет, мѣсто — город і т. д.). Нова хвиля чехізмів почалась у середині 14 століття (наприклад у грамотах 14-15 століття можна побачити: панъ, свѣдокъ, рокъ — '12 місяців' і т. д.), заразом, деякі призабуті старі моравізми знов ожили (наприклад, мѣсто, рѣчь у вищеподаних значеннях, гай), а деякі позичено наново в польській формі (наприклад, єдвабъ). Багато чехізмів прийшло цим самим шляхом у добу найвищих польських впливів на українську мову в 16-17 вв. (гербъ, остаточно з німецької мови, вѣршъ, з латини, жолнѣръ, з німецької, чисто чеське слово брама тощо). У 19-20 столітті нові чехізми приходили просто з чеської мови (особливо в Галичині) через високий престиж чеської мови серед слов'янських мов Австро-Угорщини й українськими симпатіями до чехів. Багато з них було кальками або напівкальками з німецької мови (часопис, залізниця і т. д.). Чехізми разом з полонізмами спричинили зміну лексичного характеру української мови зі східнослов'янської на близький до західнослов'янської.